# Polysyncraton paradoxum
Polysyncraton paradoxum är en sjöpungsart som beskrevs av Nott 1892. Polysyncraton paradoxum ingår i släktet Polysyncraton och familjen Didemnidae. Inga underarter finns listade i Catalogue of Life.